# Lophochernes indicus
Lophochernes indicus es una especie de arácnido del orden Pseudoscorpionida de la familia Cheliferidae.

## Distribución geográfica
Se encuentra en la India, Nepal y Bután.